# Никли (подокруг)
Никли (бенг. নিকলি, англ. Nikli) — подокруг на северо-востоке Бангладеш в составе округа Кишоргандж. Образован в 1726 году. Административный центр — город Никли. Площадь подокруга — 214,40 км². По данным переписи 1991 года численность населения подокруга составляла 110 912 человек. Плотность населения равнялась 517 чел. на 1 км². Уровень грамотности населения составлял 12,6 %. Религиозный состав: мусульмане — 93,79 %, индуисты — 6,17 %, христиане — 0,02 %, буддисты — 0,02 %.